# SMS Seydlitz
La SMS Seydlitz fu un incrociatore da battaglia da 25.000 tonnellate appartenente alla Marina Imperiale Tedesca, costruito ad Amburgo ed entrato in servizio nel maggio 1913. Venne battezzato in onore del maresciallo di campo prussiano Friedrich Wilhelm von Seydlitz al servizio di Federico II di Prussia.
Il 24 gennaio 1915, durante la prima guerra mondiale, alla battaglia di Dogger Bank era la nave ammiraglia dell'ammiraglio Franz von Hipper. Venne colpita da un proiettile da 343 mm della Lion; l'esplosione distrusse la torretta posteriore, e, per via della comunicazione esistente con la vicina torretta sovrapposta, distrusse anche quest'ultima uccidendo in totale 160 uomini.
Solo la rapida azione dell'ufficiale comandante che allagò i depositi delle munizioni salvò il Seydlitz da una massiccia esplosione che l'avrebbe distrutta.
Alla battaglia dello Jutland fece parte della squadra di incrociatori da battaglia di Hipper e distrusse la Queen Mary con il suo fuoco accurato. Nel corso della battaglia fu colpita da 21 colpi d'artiglieria e da un siluro, rimanendo gravemente danneggiata. Morirono 98 membri dell'equipaggio e 55 rimasero feriti. Quattro torri vennero distrutte ed imbarcò 5.000 tonnellate d'acqua. Riuscì a tornare in porto solo con grande difficoltà.
Dopo l'armistizio venne scortata a Scapa Flow dove si autoaffondò con il resto della Flotta d'alto mare il 21 giugno 1919. Venne recuperata nel 1928 e smantellata.

## Galleria d'immagini

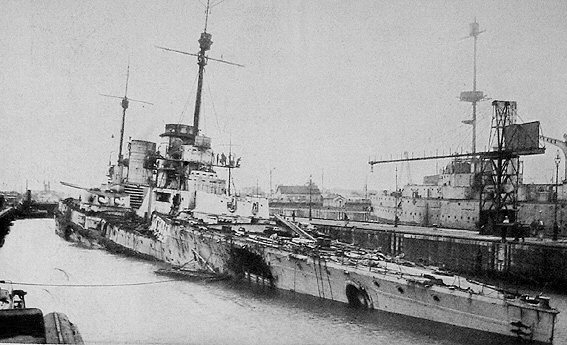
La Seydlitz pesantemente danneggiata alla Battaglia dello Jutland
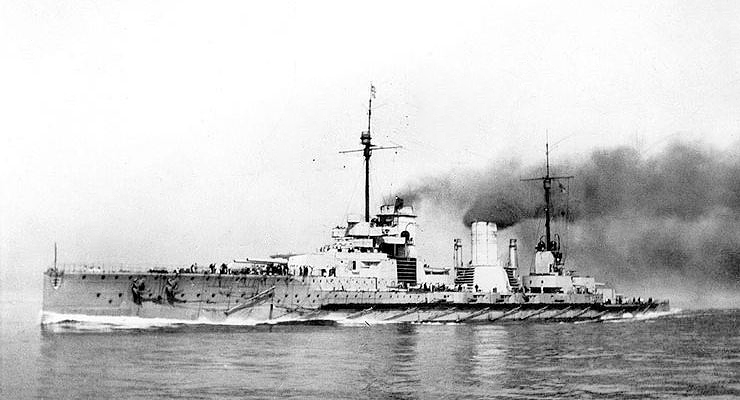
La Seydlitz in navigazione, 1914-1916 circa